# Resolució 2022 del Consell de Seguretat de les Nacions Unides
La Resolució 2022 del Consell de Seguretat de les Nacions Unides fou adoptada per unanimitat el 2 de desembre de 2011. Després de recordar la Resolució 2009 (2011) sobre la situació a Líbia i la importància de donar-hi suport al govern de transició, el Consell va decidir ampliar el mandat de la Missió de Suport de les Nacions Unides a Líbia (UNSMIL) fins al 16 de març de 2012.
El Consell va decidir que el mandat de la UNSMIL també inclogués, en coordinació i consulta amb el govern de transició, l'assistència i el suport als esforços per fer front a l'amenaça de proliferació de totes les armes i material relacionat.